# Tresors tracis
Tràcia és una de les zones més riques en descobriments arqueològics, molts dels quals estan formats per aixovars funeraris, uns altres per tresors i peces trobades aïlladament.
Els aixovars es componen d'estris preferentment importats i d'objectes de factura local consistents en collarets, armes i guarnicions de vestits. Tot seguit detallem alguns dels tresors tracis trobats:

## Necròpoli dels Besos
Fou excavada entre 1925 i 1931 a Duvanlij (al costat de Plovdiv) (Bulgària), amb túmuls datables del s. VI al s. I ae.
En un dels túmuls més antics es trobà una àmfora d'argent amb restes de daurat, finament decorada en el cos amb dos frisos de fulles de lotus i palmeres i, en el nivell inferior, amb una sèrie de canaletes lingüiformes. Les anses estan formades per dues figures de monstres cornuts amb cap de lleó.
Al principi se n'atribuí la procedència a Jònia, influïda per l'art aquemènida. Ara es tendeix a considerar-la aquemènida, tant pel motiu típicament persa dels monstres amb el cap mirant cap enrere, com pels caràcters d'ordre estilístic. Es conserva al Museu Arqueològic de Sofia.

## El tresor de Panagiurišet

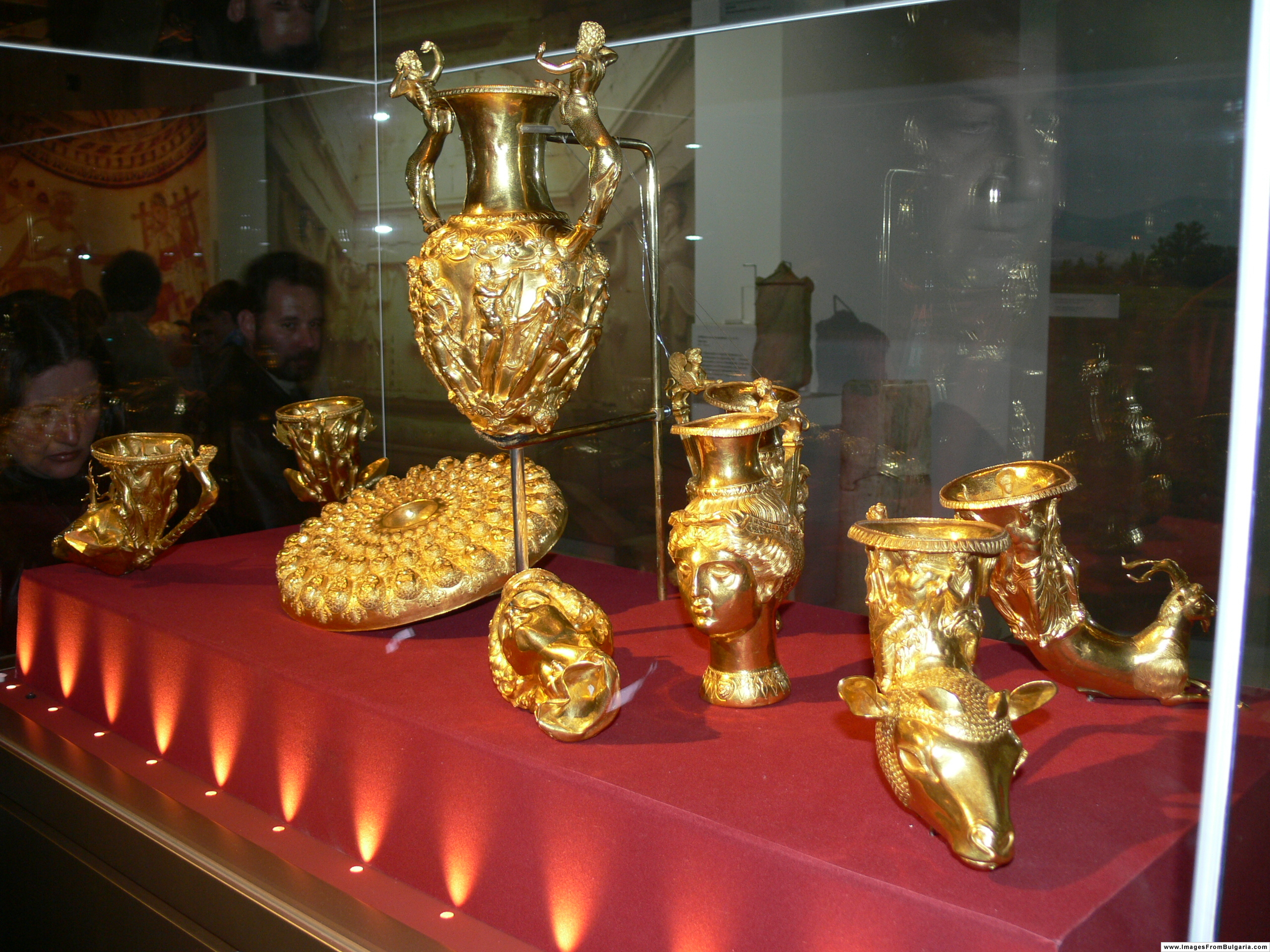
Tresor de Panagiurišet

"Паньгюрище" en búlgar, trasliterat Panagyurishte, amb un tresor que data del 300 i 280 ae:
en la necròpoli del districte búlgar de Plovdiv, es descobrí al 1949 un dels més cèlebres serveis de taula de l'antiguitat, enterament format per una vaixella d'or.
Un gèlid matí del 8 de desembre de 1949, tres germans, Pavel, Petko i Michail Deikovi treballaven junts a la regió de "Merul", a la fàbrica de taulells propera a Panagyurishte. Sobre les deu del matí, quan processaven una nova capa d'argila, trobaren uns estranys objectes brillants: amb tota la magnificència una fabulosa col·lecció de gots resplendents emetia centellejos davant dels treballadors. Quan finalment desenterraren la vaixella, es tractava d'una fíala i vuit rítons, un de modelat com una àmfora i els altres com a caps de dones o animals. La troballa era sensacional, no sols pel seu pes en or -uns 6.146 kg d'or pur-, sinó també per l'originalitat de les formes. És un dels més famosos tresors tracis del món i una de les més valuoses pertinences del Museu Històric Nacional.
Datat de finals del s. IV i primeries del III ae, pels materials i repujat, és el testimoniatge del poder econòmic i dels refinats gusts hel·lenitzants dels reis tracis, en vespres de la invasió celta que els anihilaria.
Les peces comprenen:
- Tres pitxers (rítons) en forma de cap femení.

- Quatre rhyta, dels quals un acaba en pròtom de boc, dos en cap de cérvol i un en cap de carner (tots amb frisos repujats sota la boca. El primer amb l'escena del judici de Paris, els altres amb diferents figures de divinitats.

- Un gran plat amb caps, repetits en fileres concèntriques, a l'entorn d'un cercle de glans, de les quals ixen motius vegetals que en cobreixen tot el fons.

- Una àmfora oval amb exuberant decoració figurada, l'element principal de la qual és una escena animada de setge que ocupa la major part del cos.

L'àmfora i les gerres tenen anses en forma de monstres mitològics (respectivament centaures i esfinxs), realitzades sobre bases de tambor acanalat.
Aquest tipus d'ansa és de tradició aquemènida, així com el ríton en pròtom de boc, la representació del pelatge de l'animal i dels plecs cutanis.
Es pot pensar en una procedència minorasiàtica o pòntica dels objectes, la factura dels quals és evidentment grega.
Almenys l'àmfora i el plat deuen procedir de Lapseki, colònia focea dels Dardanels, perquè hi figura la indicació del pes i és com el d'aquesta ciutat.
Es pot, de vegades, distingir una vaixella local que imita les formes de la vaixella importada. La tècnica és, habitualment, menys fina, però la decoració presenta sovint una combinació de motius iranians i grecs, lliurement reelaborats, amb tendència a la imatge monstruosa i fantàstica.
Aquestes característiques s'accentuen a les regions més interiors, amb resultats particularment originals a l'àrea del poble dels getes de Romania i en la Bulgària del nord.

## Necròpoli d'Hagighiol
- En un got d'argent d'aixovar descobert el 1931, a Hagighiol, a Dobrudja, hi ha una au que atrapa una llebre amb una enorme urpa, un cérvol alat de vuit potes i una sèrie de caps d'au que neixen d'un cos serpentiforme que embolcalla la boca del got.
- Un dels gots més sumptuosos d'aquesta zona és el ríton de Porònia, d'argent amb decoració daurada a imitació dels tipus de Panagiurišet: presenta una escena mitològica al coll (potser quatre dees de la fecunditat) i acaba amb un cap d'animal.
- Peces d'armadura de desfilada. Una canyellera d'argent i or, en què els músculs es transformen en serps amb cap de lleó, en què s'encimbella una au. La màscara humana de la genollera està decorada amb dibuixos abstractes sobre làmines d'or. La màscara té els cabells estilitzats amb rínxols en forma d'espiral, de clara influència aquemènida. Dues de les trenes que emmarquen el rostre són cobertes d'escates i acaben en figures de lleons.
- Els gots per beure vi amb forma de cornucòpia acaben en esplèndides escultures de cavalls i bous.

## Opinions
S'ha enraonat molt sobre la cronologia i l'origen d'aquest art eclèctic, durant molt temps atribuït als escites. Aquesta fou també l'opinió d'un dels majors historiadors de la primera meitat del segle xx, Rostovzef, opinió fundada sobretot en l'afinitat (entre l'art traci i l'escita), d'estil animalístic, amb monstres i figures imaginàries que componen diferents parts d'animals.
Molts arqueòlegs i historiadors, però, concedeixen a l'art traci una inspiració independent i consideren la semblança amb l'art escita fruit d'una anàloga situació cultural i d'una mateixa concepció esteticoformal de l'art.
La cronologia d'aquestes peces continua sent incerta, tot i que la majoria són generalment assignades al s. IV ae.